# مینگانه
مینگانه (به لاتین: Mieniany) یک روستا در لهستان است که در گمینا خروبیشوو واقع شده‌است. مینگانه  ۶۳۰ نفر جمعیت دارد و ۲۰۰ متر بالاتر از سطح دریا واقع شده‌است.